# Khikkertarsoak South Island
Khikkertarsoak South Island är en ö i Kanada.   Den ligger i provinsen Newfoundland och Labrador, i den östra delen av landet, 1 700 km nordost om huvudstaden Ottawa. Arean är 9,4 kvadratkilometer.
Terrängen på Khikkertarsoak South Island är platt. Öns högsta punkt är 186 meter över havet. Den sträcker sig 4,6 kilometer i nord-sydlig riktning, och 3,6 kilometer i öst-västlig riktning.